# Narimene Madani
Narimene Madani (ur. 12 marca 1984 w Algierii) – algierska siatkarka, gra jako środkowa.
Obecnie występuje w drużynie NC Bejaia.